# Spoorlijn Bad Soden - Niederhöchstadt
De spoorlijn Bad Soden - Niederhöchstadt ook wel Limesbahn genoemd is een Duitse spoorlijn als lijn 3641 onder beheer van DB Netz.

## Geschiedenis
Het traject werd door de Deutsche Bahn AG (DB) in fases geopend:
- 22 december 1970: Niederhöchstadt - Schwalbach
- 6 november 1972: Schwalbach - Bad Soden

## Treindiensten

### Deutsche Bahn
De Deutsche Bahn verzorgt het personenvervoer op dit traject met RE- en RB-treinen.

### S-Bahn
De S-Bahn, meestal de afkorting voor Stadtschnellbahn, soms ook voor Schnellbahn, is een in Duitsland ontstaan (elektrisch) treinconcept, welke het midden houdt tussen de Regionalbahn en de Stadtbahn. De S-Bahn maakt meestal gebruik van de normale spoorwegen om grote steden te verbinden met andere grote steden of forensengemeenten. De treinen rijden volgens een vaste dienstregeling met een redelijk hoge frequentie.

#### S-Bahn Rhein-Main
De treinen van de S-Bahn Rhein-Main tussen Bad Soden en Frankfurt maken sinds 28 mei 1978 gebruik van dit traject.
- S3 Bad Soden ↔ Darmstadt: Limesbahn - Kronberger Bahn - Homburger Bahn - Citytunnel - Main-Neckar-Bahn

## Aansluitingen
In de volgende plaatsen was of is er een aansluiting van de volgende spoorwegmaatschappijen:

### Bad Soden
- Sodener Bahn, spoorlijn tussen Frankfurt-Höchst en Bad Soden am Taunus
- Limesbahn, spoorlijn tussen Bad Soden en Niederhöchstadt

### Niederhöchstadt
- Limesbahn, spoorlijn tussen Bad Soden en Niederhöchstadt
- Kronberger Bahn, spoorlijn tussen Frankfurt-Rödelheim en Kronberg

## Elektrische tractie
Het traject werd tussen 1966 en 1972 geëlektrificeerd met een spanning van 15.000 volt 16⅔ Hz wisselstroom.